# Bukit Patupangan
Bukit Patupangan is een bestuurslaag in het regentschap Tapanuli Tengah van de provincie Noord-Sumatra, Indonesië. Bukit Patupangan telt 1708 inwoners (volkstelling 2010).